# Cantó de Fontenay-sous-Bois
El cantó de Fontenay-sous-Bois és un cantó francès del departament de la Val-de-Marne, al districte de Nogent-sur-Marne. Creat amb la reorganització cantonal del 2015.

## Municipis
- Fontenay-sous-Bois
- Vincennes (en part)